# 1996년 한국프로야구 신인 드래프트
1996년 한국프로야구 신인선수 지명회의는 지역 연고를 바탕으로 한 '1차 지명'과 지역 연고 내 고졸 선수를 지명하는 '고졸우선지명', 지역 연고에 상관없이 지명하는 '2차 지명'으로 이루어져 있다.

## 1차 지명
- 구단 순서는 A~Z, 가나다 순.

| 구단            | 성명   | 출신학교                        | 포지션 | 비고 |
| --------------- | ------ | ------------------------------- | ------ | ---- |
| LG 트윈스       | 이정길 | 배재고등학교 - 연세대학교       | 투수   |      |
| OB 베어스       | 최기문 | 충암고등학교 - 원광대학교       | 포수   |      |
| 롯데 자이언츠   | 차명주 | 경남상업고등학교 - 한양대학교   | 투수   |      |
| 삼성 라이온즈   | 전병호 | 대구상업고등학교 - 영남대학교   | 투수   |      |
| 쌍방울 레이더스 | 석수철 | 군산상업고등학교 - 성균관대학교 | 내야수 |      |
| 한화 이글스     | 홍원기 | 공주고등학교 - 고려대학교       | 내야수 |      |
| 해태 타이거즈   | 김종국 | 광주제일고등학교 - 고려대학교   | 내야수 |      |
| 현대 유니콘스   | 최원호 | 인천고등학교 - 단국대학교       | 투수   |      |

※서울지역 1차 지명 우선권은 LG 트윈스에 있었음.

## 고졸우선지명
- 구단 순서는 A~Z, 가나다 순.

※이름에 가로줄이 그어진 것은 구단이 해당 선수에 대한 지명권을 포기했음을 의미함.
| 구단            | 성명   | 출신학교           | 포지션 | 비고                                                          |
| --------------- | ------ | ------------------ | ------ | ------------------------------------------------------------- |
| LG 트윈스       | 경헌호 | 선린상업고등학교   | 투수   | 한양대학교(96학번) 진학 후 입단                               |
| LG 트윈스       | 최승환 | 배재고등학교       | 포수   | 연세대학교 진학 후 입단                                       |
| LG 트윈스       | 이경원 | 충암고등학교       | 투수   |                                                               |
| OB 베어스       | 김선우 | 휘문고등학교       | 투수   | 고려대학교(96학번) 진학 후 중퇴, 1998년 보스턴 레드삭스 입단  |
| OB 베어스       | 박명환 | 충암고등학교       | 투수   |                                                               |
| OB 베어스       | 한명윤 | 성남고등학교       | 투수   |                                                               |
| 롯데 자이언츠   | 이재섭 | 마산고등학교       | 투수   |                                                               |
| 롯데 자이언츠   | 이정훈 | 동래고등학교       | 투수   |                                                               |
| 롯데 자이언츠   | 손균환 | 마산상업고등학교   | 내야수 |                                                               |
| 삼성 라이온즈   | 김헌수 | 경주고등학교       | 투수   |                                                               |
| 삼성 라이온즈   | 김성훈 | 대구상업고등학교   | 투수   |                                                               |
| 삼성 라이온즈   | 권영철 | 대구상업고등학교   | 내야수 |                                                               |
| 쌍방울 레이더스 | 임정현 | 군산상업고등학교   | 투수   |                                                               |
| 쌍방울 레이더스 | 조병찬 | 전주고등학교       | 투수   | 영남대학교(96학번) 진학 후 SK 와이번스 인계로 입단            |
| 쌍방울 레이더스 | 김형주 | 군산상업고등학교   | 투수   |                                                               |
| 한화 이글스     | 이상열 | 북일고등학교       | 투수   |                                                               |
| 한화 이글스     | 조성희 | 공주고등학교       | 투수   |                                                               |
| 한화 이글스     | 심광호 | 북일고등학교       | 포수   |                                                               |
| 해태 타이거즈   | 서재응 | 광주제일고등학교   | 투수   | 1996년 인하대학교(96학번) 진학 후 중퇴, 1998년 뉴욕 메츠 입단 |
| 해태 타이거즈   | 김상훈 | 광주제일고등학교   | 포수   | 고려대학교 진학                                               |
| 해태 타이거즈   | 김상진 | 광주진흥고등학교   | 투수   |                                                               |
| 현대 유니콘스   | 강해룡 | 부천고등학교       | 투수   |                                                               |
| 현대 유니콘스   | 유인보 | 부천고등학교       | 포수   |                                                               |
| 현대 유니콘스   | 박진만 | 인천고등학교(유급) | 내야수 | 인천고등학교 시절 1년간 부상으로 인한 유급                    |

※서울 지역 지명 우선권은 OB 베어스에 있었음.

## 2차 지명
2차 지명 구단 순서는 1995년 리그 순위의 역순이다.
1996년 2차 지명은 선수를 무제한으로 지명할 수 있었던 마지막 회의이기도 했다.
※ 이름에 가로줄이 그어진 것은 구단이 해당 선수에 대한 지명권을 포기했음을 의미함.
| 지명 순위 | 쌍방울                 | 현대                   | 한화                   | 삼성                   | 해태                      | LG                     | 롯데                   | OB                     |
| --------- | ---------------------- | ---------------------- | ---------------------- | ---------------------- | ------------------------- | ---------------------- | ---------------------- | ---------------------- |
| 1         | 최정환 (경성대,투수)   | 허유신 (경희대,내야)   | 오중석 (한양대,내야)   | 박태순 (경희대,투수)   | 장성호 (충암고,외야)      | 손혁 (고려대,투수)     | 김영복 (원광대,투수)   | 강영수 (연세대,외야)   |
| 1         | 박주언 (인하대,투수)   | 허유신 (경희대,내야)   | 오중석 (한양대,내야)   | 박태순 (경희대,투수)   | 장성호 (충암고,외야)      | 손혁 (고려대,투수)     | 김영복 (원광대,투수)   | 강영수 (연세대,외야)   |
| 2         | 신영균 (단국대,투수)   | 설종진 (중앙대,투수)   | 이영우 (건국대,외야)   | 최재호 (계명대,외야)   | 황성기 (휘문고,포수)      | 오규택 (한양대,내야)   | 정학수 (천안북일,내야) | 정원석 (휘문고,내야)   |
| 3         | 김현민 (홍익대,내야)   | 장정석 (중앙대,외야)   | 송지만 (인하대,외야)   | 정현욱 (동대문상,투수) | 조홍준 (광주상고,투수)    | 박연수 (원광대,외야)   | 김대익 (경성대,외야)   | 박찬협, (중앙고,투수)  |
| 4         | 박재현 (계명대,내야)   | 안명성 (한양대,내야)   | 엄종수 (홍익대,포수)   | 정석 (동국대,투수)     | 곽현희 (영남대,투수)      | 이동진 (배재고,내야)   | 배정훈 (동아대,포수)   | 임봉수 (경희대,투수)   |
| 5         | 김선섭 (고려대,내야)   | 전근표 (신일고,투수)   | 김수연 (천안북일,외야) | 정경배 (홍익대,내야)   | 한명식 (경동고,투수)      | 박재형 (배재고,투수)   | 박효순 (부천고,투수)   | 이정주 (대전고,외야)   |
| 6         | 정원배 (인하대,포수)   | 김형남 (단국대,포수)   | 김대헌 (동아대,외야)   | 박정환 (동대문상,내야) | 권오성 (고려대-상무,포수) | 최철영 (경북고,투수)   | 박상태 (휘문고,외야)   | 박상언 (중앙고,외야)   |
| 7         | 임종수 (건국대,외야)   | 김동현 (신일고,내야)   | 정영환 (홍익대,투수)   | 하춘동 (경북고,외야)   | 최길성 (배재고,외야)      | 김기진 (대구고,투수)   | 차종현 (원주고,투수)   | 강봉규 (경남고,투수)   |
| 8         | 이상혁 (상무,내야)     | 강병식 (신일고,외야)   | 장재혁 (대전고,투수)   | 임학수 (공주고,내야)   | 윤형진 (인천고,투수)      | 이승현 (서울고,내야)   | 김성천 (휘문고,내야)   | 김규식 (부산공고,내야) |
| 9         | 정수찬 (동아대,투수)   | 박준수 (서울고,투수)   | 김태형 (홍익대,투수)   | 이계성 (신일고,외야)   | 양현석 (동대문상,외야)    | 이호균 (배명고,외야)   | 황선우 (덕수상고,투수) | 표성대 (부산고,포수)   |
| 10        | 박봉수 (휘문고,외야)   | 문진기 (덕수상고,내야) | 조효상 (성균관대,외야) | 오진호 (동산고,투수)   | 이우종 (신일고,투수)      | 김재학 (덕수상고,외야) | 임성택 (신일고,외야)   | 이기승 (경남고,내야)   |
| 11        | 채종범 (마산고,외야)   | 오재덕 (부산공고,투수) | 임수민 (성균관대,내야) | 정성훈 (대구고,투수)   | 홍세완 (장충고,내야)      | 임노병 (배명고,내야)   | 송은석 (성남고,포수)   | 홍재호 (계명대,내야)   |
| 12        | 박윤성 (춘천고,투수)   | 최광훈 (인천고,투수)   | 서도원 (경북고,투수)   | 남기헌 (부산고,외야)   | 지승준 (부천고,외야)      | 우석봉 (유신고,투수)   | 편정희 (천안북일,투수) | 김용혁 (동래고,내야)   |
| 13        | 최용석 (서울고,내야)   | 이재준 (광주일고,외야) | 이권철 (한서고,투수)   | 안치성 (부산고,외야)   | 유종열 (진흥고,외야)      | 윤현식 (신일고,내야)   | 박종욱 (중앙고,내야)   | 장건희 (포철,외야)     |
| 14        | 박경호 (인하대,내야)   | 장교성 (인천고,내야)   | 조준혁 (건국대,내야)   | 이인식 (동대문상,내야) | 이동욱 (진흥고,외야)      | 이순국 (배명고,투수)   | 심용운 (대전고,투수)   | 윤준호 (상무,내야)     |
| 15        | 김민환 (광주일고,투수) | 윤인섭 (인천고,외야)   | 이덕영 (세광고,포수)   | 이용훈 (부산공고,투수) | 강상진 (광주일고,외야)    | 이주용 (공주고,투수)   | 이보현 (대구상고,내야) |                        |
| 16        | 최정중 (군산상고,외야) | 김해녕 (세광고,내야)   | 박성진 (부산고,투수)   | 이준 (선린상고,외야)   | 김우신 (장충고,외야)      | 박윤보 (서울고,외야)   | 박창원 (광주상고,외야) |                        |
| 17        | 박원철 (건국대,외야)   | 최호근 (경주고,포수)   | 김신완 (경남상고,외야) | 최희탁 (경동고,투수)   | 박현철 (광주일고,외야)    | 염규훈 (광주상고,내야) | 최완창 (서울고,내야)   |                        |
| 18        | 김성주 (군산상고,포수) | 신승국 (춘천고,투수)   | 유진호 (고려대,투수)   | 박근영 (경남대,포수)   | 김정대 (계명대,내야)      | 이정준 (한서고,내야)   | 박종호 (마산고,포수)   |                        |
| 19        | 정남수 (전주고,내야)   | 강윤철 (춘천고,내야)   | 이정선 (한서고,투수)   | 김종대 (성균관대,포수) | 백대산 (인천전문,투수)    | 정정필 (장충고,투수)   | 김세종 (공주고,외야)   |                        |
| 20        | 신주일 (진흥고,내야)   | 윤상규 (경주고,내야)   | 주영대 (경남고,외야)   | 김동수 (경주고,투수)   | 오주헌 (진흥고,투수)      | 박정진 (성균관대,투수) | 오승훈 (대구상고,외야) |                        |
| 21        | 조성곤 (계명대,투수)   | 조경수 (인천고,내야)   | 하수성 (경남고,외야)   | 최형근 (동대문상,투수) | 이현석 (중앙고,투수)      | 정진용 (한서고,투수)   | 선성균 (진흥고,투수)   |                        |
| 22        | 이승준 (경동고,내야)   | 정상국 (부천고,내야)   | 천용호 (성균관대,내야) | 전석윤 (동대문상,외야) | 조상현 (부산상고,투수)    |                        |                        |                        |
| 23        | 정경택 (경성대,포수)   | 박흥신 (덕수상고,외야) | 양세규 (대전고,외야)   | 구민호 (경남상고,내야) | 김종남 (원광대,포수)      |                        |                        |                        |
| 24        | 김태균 (연세대,내야)   | 김태광 (경동고,외야)   |                        | 장은수 (경북고,내야)   |                           |                        |                        |                        |
| 25        | 양선직 (경남대,외야)   | 최효선 (계명대,포수)   |                        | 서경상 (동대문상,포수) |                           |                        |                        |                        |
| 26        | 이봉우 (포철공고,내야) |                        |                        |                        |                           |                        |                        |                        |
| 27        | 조일현 (전주고,포수)   |                        |                        |                        |                           |                        |                        |                        |